# Tadeusz Diem
Tadeusz Diem (ur. 1 czerwca 1940 w Warszawie) – polski inżynier, dyplomata i polityk, ambasador, wiceminister edukacji narodowej oraz obrony narodowej.

## Życiorys
Ukończył studia na Wydziale Chemicznym Politechniki Warszawskiej, gdzie następnie został pracownikiem naukowym. Uzyskał stopień doktora nauk technicznych. Wykładał gościnnie na University of Akron (1975–1976) oraz na Marquette University i na Lehigh University (1985–1986).
W latach 80. był działaczem „Solidarności”. Od 1989 do 1991 pełnił funkcję podsekretarza stanu w Ministerstwie Edukacji Narodowej. Był odpowiedzialny za organizację wykorzystania pomocy państw zachodnich w dziedzinie dóbr intelektualnych. 14 września 1992 objął funkcję ambasadora RP w Kanadzie, którą sprawował do 1997. Po powrocie do kraju krótko pracował w Departamencie Polityki Bezpieczeństwa MSZ, a następnie został dyrektorem generalnym w Ministerstwie Obrony Narodowej. W 2000 otrzymał nominację na podsekretarza stanu w MON odpowiedzialnego za politykę obronną. W latach 2001–2005 pełnił funkcję ambasadora RP w Belgradzie. W trakcie trwania jego misji Federalna Republika Jugosławii została zastąpiona federacją Serbii i Czarnogóry.
Został wykładowcą Collegium Civitas, zasiadł w Radzie Programowej Akademii Służby Zagranicznej i Dyplomacji tej uczelni.

## Odznaczenia
W 2011 został odznaczony Krzyżem Kawalerskim Orderu Odrodzenia Polski.